# Helly Hansen
Helly Hansen  est une entreprise norvégienne, spécialisée dans la confection de textiles marins, de neige et de vêtements de travail. Elle a été fondée en 1877 par Helly Juell Hansen à Moss. Le 10 mai 2018, le groupe Canadian Tire annonce avoir racheté la marque pour la somme de 985 millions de dollars.

## Helly Hansen France
La filiale existe depuis 1974. En 2018, elle a réalisé un chiffre d'affaires de 13 597 400 € et dégagé un résultat de 356 800 €. Le siège de la filiale française est domicilié à Annecy.
Dans les années 1990, la marque est adoptée par l'univers du hip-hop, notamment les groupes américains comme Mobb Deep, Wu-Tang Clan et Brand Nubian, ou encore les artistes Funkmaster Flex, Redman et LL Cool J. En France, JoeyStarr (NTM), La Cliqua ou encore Raggasonic sont également photographiés avec des vêtements de la marque Helly Hansen.
La marque est ensuite prisée par des militants d'extrême droite qui attribuent la signification de son logo « HH » à  Heil Hitler, faisant ainsi référence au nazisme de manière codée,,.